# Епархия Лузиании
 Епархия Лузиании  (лат. Dioecesis Lucianiensis) — епархия Римско-Католической церкви с центром в городе Лузиания, Бразилия. Епархия Лузиании входит в митрополию Бразилиа. Кафедральным собором епархии Лузиании является церковь Пресвятой Девы Марии.

## История
29 марта 1989 года Римский папа Иоанн Павел II выпустил буллу «Pastoralis prudential», которой учредил епархию Лузиании, выделив её из епархий Анаполиса, Ипамери и Уруасу.

## Ординарии епархии
- епископ Agostinho Stefan Januszewicz, O.F.M.Conv. † (29.03.1989 — 15.09.2004, в отставке);
- епископ Afonso Fioreze, C.P. † (15.09.2004 — 12.07.2017, в отставке);
- епископ Waldemar Passini Dalbello (12.07.2017 — 5.02.2025 — назначен епископом-коадъютором Анаполиса);
- епископ Francisco Agamenilton Damascena (28.05.2025 — по настоящее время).

## Источник
- Annuario Pontificio, Ватикан, 2005
- Булла Pastoralis prudentia  (лат.)